# Cyatholaimus unalaskensis
Cyatholaimus unalaskensis är en rundmaskart som beskrevs av Allgen 1957. Cyatholaimus unalaskensis ingår i släktet Cyatholaimus och familjen Cyatholaimidae. Inga underarter finns listade i Catalogue of Life.